# 5-й корпус резервной кавалерии (Великая армия)
5-й корпус резервной кавалерии Великой Армии (фр. 5e corps de réserve de cavalerie de la Grande Armée) — оперативно-тактическое объединение армии Наполеона. Образован в первых числах августа 1813 года. Расформирован после отречения Императора.

## Состав корпуса
На 16 октября 1813 года:
- 9-я дивизия лёгкой кавалерии (дивизионный генерал Жак-Жерве Сюберви)
- 5-я дивизия тяжёлой кавалерии (дивизионный генерал Самюэль Леритье)
- 6-я дивизия тяжёлой кавалерии (дивизионный генерал Жан-Батист Мийо)

На 19 февраля 1814 года:
- 3-я дивизия лёгкой кавалерии (дивизионный генерал Ипполит Пире)
- 3-я дивизия тяжёлой кавалерии (дивизионный генерал Андре Бриш)
- 4-я дивизия тяжёлой кавалерии (дивизионный генерал Самюэль Леритье)

## Командующие корпусом
- дивизионный генерал Самюэль Леритье (8 августа 1813 – 13 октября 1813)
- дивизионный генерал Пьер-Клод Пажоль (13 октября 1813 – 16 октября 1813)
- дивизионный генерал Жан-Батист Мийо (16 октября 1813 – 12 мая 1814)

### Начальники штаба корпуса
- полковник штаба Виктор Шассерио (6 ноября 1813 – 12 мая 1814)